# Mauritz von Wiktorin
Mauritz von Wiktorin (13 août 1883 à Hainburg - 16 août 1956 à Nuremberg) est un General der Infanterie allemand qui a servi au sein de la Heer dans la Wehrmacht pendant la Seconde Guerre mondiale.
Il a été récipiendaire de la Croix de chevalier de la Croix de fer. Cette décoration est attribuée pour récompenser un acte d'une extrême bravoure sur le champ de bataille ou un commandement militaire avec succès.

## Biographie
Mauritz von Wiktorin est déchargé de ses missions dans la Wehrmacht le 30 novembre 1944 dû à son âge.

## Décorations
- Croix de fer (1914)
  - 2e Classe
- Croix d'honneur
- Croix de fer (1939)
  - 2e Classe
  - 1re Classe
- Croix de chevalier de la Croix de fer
  - Croix de chevalier le 15 août 1940 en tant que Generalleutnant et commandant de la 20. Infanterie-Division (mot.)[1]

Source
- (en) Cet article est partiellement ou en totalité issu de l’article de Wikipédia en anglais intitulé « Mauritz von Wiktorin » (voir la liste des auteurs).